# Staroutkinsk
Staroutkinsk (ryska Староуткинск) är en ort i Sverdlovsk oblast i Ryssland. Folkmängden uppgår till cirka 3 000 invånare.